# Giorgio Del Vecchio
Giorgio Del Vecchio (26 de agosto de 1878 - 28 de novembro de 1970) foi um importante filósofo jurídico italiano do início do século XX. Entre outros, ele influenciou as teorias de Norberto Bobbio. Ele é famoso por seu livro Justiça.

## Biografia
Giorgio Del Vecchio nasceu em 1878 em Bolonha, filho do estatístico Giulio Salvatore Del Vecchio. 
Professor da Universidade de Roma de 1920 a 1953, foi reitor da mesma Universidade de 1925 a 1927. Inicialmente, ingressou no fascismo, mas isso não o impediu de perder sua cadeira na universidade em 1938, seguindo as leis raciais fascistas; em 1944, ele perderia a cadeira novamente devido a sua participação no regime.
Restabelecido no ensino, no segundo período do pós-guerra, ele colaborou com o Secolo d'Italia e com a revista Pagine Libere (a publicação dirigida por Vito Panunzio). Junto com Nino Tripodi, Gioacchino Volpe, Alberto Asquini, Roberto Cantalupo, Ernesto De Marzio e Emilio Betti fez parte do promotor do 'Comité Inspe, a instituição educacional que, em cinquenta anos e sessenta , opôs-se a cultura de inspiração marxista, promover conferências e publicações internacionais.
Entre os maiores intérpretes do neocantantismo italiano, Giorgio Del Vecchio, como seus colegas alemães, criticou o positivismo filosófico, afirmando que o conceito de direito não poderia ser derivado da observação de fenômenos jurídicos.
Nesse sentido, ele entrou na disputa entre filosofia, teoria geral e a sociologia do direito que estava em fúria na Alemanha, redefinindo a filosofia do direito. Em particular, ele atribuiu a ela três tarefas:
- uma tarefa lógica que consistiria na elaboração do conceito de direito;
- uma tarefa fenomenológica , consistindo no estudo do direito como um fenômeno social;
- uma tarefa deontológica , que consiste em "buscar e avaliar a justiça, isto é, o direito como deveria ser".

## Obra
- O senso jurídico (1902)
- Os pressupostos filosóficos do conceito de direito (1905)
- O Conceito de Direito (1906)
- O Concílio da Natureza e o Princípio do Direito ("O Conceito da Natureza e o Princípio da Lei", 1908)
- O concerto da natureza e o princípio do diretivo (em italiano) (2 ed.). Bolonha: Zanichelli. 1922
- O fenômeno da guerra e a ideia do ritmo (em italiano). Torino: Fratelli Bocca. 1911
- Sobre os princípios gerais de direito (1921)
- Jurisprudência (1922-1923, 4 ed. 1951)
- Lições Filosofia do Direito (1930, 13 ed. 1957)
- A Crise da Ciência do Direito (1934)
- História da Filosofia do Direito (1950)
- Mutabilidade e eternidade da lei (1954)
- Estudos sobre a direita (2 vols., 1958)
- Parerga (3 vols., 1961-1967)